# Guitarra bahiana

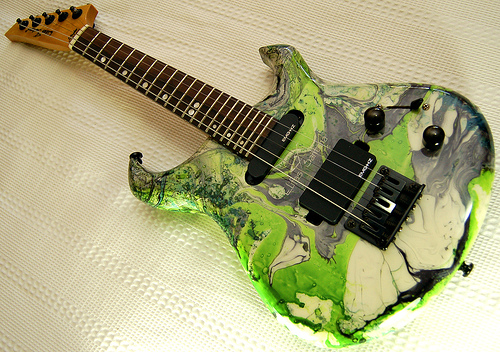

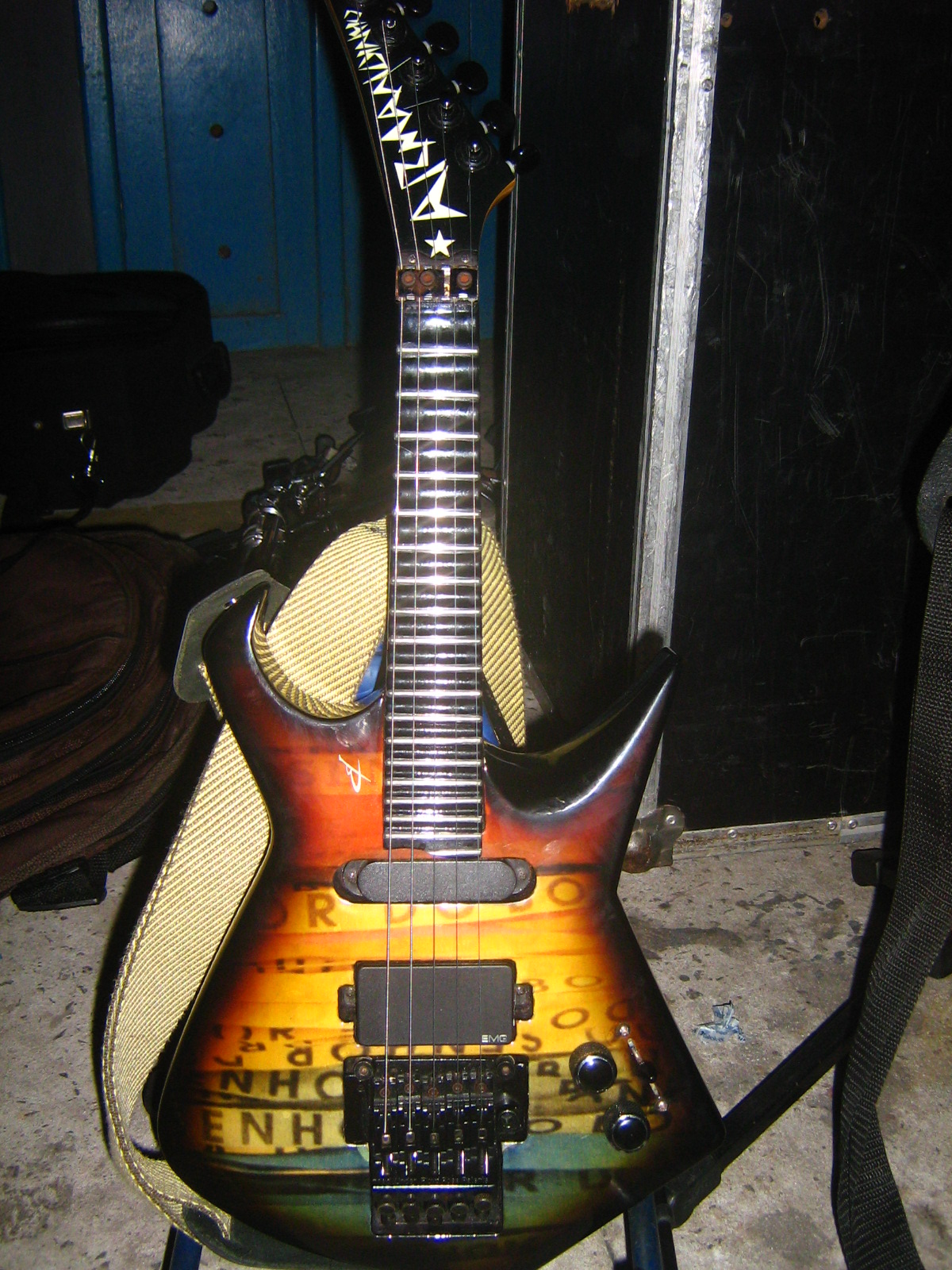

La guitarra bahiana o guitarra baiana, en portuguès també pau elétrico, és un tipus de mandolina elèctrica brasilera de cos sòlid amb 4 o 5 cordes, tot i que hi ha versions amb 6 cordes, normalment afinades GDAE (Sol Do La Mi) i CGDAE (Do Sol Re La Mi), respectivament, i té l'escala d'un cavaquinho.

## Història
La guitarra bahiana va evolucionar a partir de l'anomenat pau elêtrico (pal elèctric), desenvolupat a principis dels anys quaranta per Adolfo "Dodô" Nascimento i Osmar Álvares Macêdo, a Salvador, Brasil. Estava equipat amb quatre cordes simples muntades sobre un llarg cos de fusta i el mànec d'un cavaquinho (d'aquí els noms). Durant les dècades de 1950 i 1960 es va utilitzar exclusivament per tocar música instrumental durant les festes de carnaval a Bahia. A mitjans de la dècada de 1970, quan es va fer popular entre els músics de rock i pop brasilers, va adoptar el seu nom actual. Aparentment, aquest instrument va evolucionar aïlladament dels esforços dels desenvolupadors americans contemporanis com Les Paul o Leo Fender, i atès que les mandolines elèctriques de cos sòlid no van aparèixer als Estats Units fins als anys 50, la guitarra bahiana es podria considerar la mandolina elèctrica més antiga coneguda, o una descendent de la seva pròpia línia diferent de guitarres anteriors de cos sòlid. En la mesura en què la guitarra bahiana compta com una mandolina (malgrat les diferències de mesura i la manca de cordes dobles, com en el cas de la Mandocaster), el pau elêtrico seria la mandolina elèctrica de cos sòlid més antiga coneguda. Fins a la seva invenció, els desenvolupadors nord-americans no havien aplicat el principi dels cossos sòlids o gairebé sòlids a les mandolines en la mateixa mesura que ho havien fet a les guitarres. La guitarra baiana també va ser el primer instrument de mànec pinçat elèctric de cos sòlid sense cap, i avui en dia se sol fabricar perquè sembli una guitarra elèctrica en miniatura.

## Ús al carnaval
La guitarra bahiana està íntimament lligada al carnaval brasiler, on s'utilitza àmpliament, sobretot a Salvador. També se'ls atribueix als seus creadors haver posat accents importants en la música popular brasilera, en inventar una versió brasilera "endèmica" de la guitarra elèctrica i en proporcionar-la amb un llenguatge i un estil musical individuals, abans que res així fos importat de l'estranger. A finals dels anys 60 al Brasil durant el moviment del tropicalisme, hi va haver molta desaprovació de músics i crítics cap a l'addició d'elements del pop i el rock britànic/americà a la música brasilera, inclòs l'ús de guitarres elèctriques; tanmateix, més tard van renegar d'aquesta passa enrere. La guitarra baiana encara es considera la responsable de revolucionar el carnaval dels anys 50 com a ingredient essencial de la tradició del "trio elèctric" (especialment en un entorn restringit a l'espai), que des de llavors es va convertir en la marca comercial més important del carnaval de carrer brasiler de Bahia.